# Taynikma
Taynikma er en dansk bogserie, der blander fantasy-roman og manga-inspirerede tegneseriesekvenser. Idéen og konceptet er udviklet af Merlin P. Mann og Jan Kjær. Serien består af 16 bind, der alle slutter med fire siders tegneskole. Første bind udkom oktober 2005 og det sidste bind udkom i 2012. Serien blev udgivet af forlaget People'sPress Jr. (der tidligere hed Phabel) og er også udkommet i Norge, Sverige, Finland, Island og England (Storbritannien) (dog kun de 4 første bøger)..
Serien har solgt over 150.000 eksemplarer i Danmark og mere end 500.000 eksemplarer på verdensplan.
I 2007 vandt serien Orla-prisen som årets bedste tegneserie. I 2010 vandt Taynikma Tegneskole af Jan Kjær Orla-Prisen.
Kjær begyndte en fortsættelse af Taynikma-universet, med første bog kaldet Den Udstødte, der udkom i 2014.

## Handlingen
Taynikma foregår i et fantasy-univers, hvor hovedpersonen, 14-årige Koto, skal forsøge at skaffe penge, så han og hans familie ikke bliver smidt ud af deres hus i en lille bjerglandsby. Han drager til storbyen Klanaka for at sælge et gammelt arvestykke, men ender i stedet i tyvetræning hos den skumle Mester Gekko, der dog har helt andre planer for Koto. Arvestykket er nemlig et ældgammelt magisk våben, Taynikmaen, og drengen selv viser sig at besidde Skyggekraften, som giver ham magisk kontrol over skygger.

## Seriens titler
Koto-Sagaen
1. Mestertyven (2005)
2. Rotterne (2005)
3. Soltårnet (2006)
4. De Glemte Katakomber (2006)
5. Den Hemmelige Arena (2006)
6. Klanernes Kamp (2006)
7. Henzels Fælde (2006)
8. Skyggeskoven (2006)
9. Lysets Fæstning (2007)
10. Den Sidste Kamp (2007)
11. Skyggebæsterne (2010)
12. Teneborea (2010)
13. Sarinas Mareridt (2011)
14. Den Skjulte Fjende (2011)
15. Artans Valg (2012)
16. Skyggekongen (2012)

## Andre Taynikma udgivelser
- Taynikma Gavehæfte (det var gratis i boghandlerne men er nu udgået)
- Taynikma Tegneskole (samler alle tips og guides fra de oprindelige bøger plus mange nye)
- Toron-Sagaen (handler om Taynikmaens skabelse, Taynklaniens fortid og hele Taynikma universets forhistorie. Den er oprindeligt udgivet på engelsk af Forlag Malling Beck til brug i engelskundervisning i folkeskolen)
- Toron-Sagaen Bog 1:Gorokernes Angreb
- Toron-Sagaen Bog 2:Pigen Fra Minen
- Toron-Sagaen Bog 3: Taynimaens Kraft
- Legenden om Gekko (2009, handler om Mestertyven Gekkos historie, og foregår før den oprindelige serie. Udgivet i sort/hvid)
- Taynikma Gavehæfte bog 11(gavehæfte med smagsprøve på bog 11: Skyggebæsterne)

Derudover findes den originale serie bøger i en udgave, som samler to af de oprindelige bind i ét med lidt ekstramateriale, såsom en quiz med Taynikma spørgsmål.
- Taynikma - Legenden om Rax - film på ca. 25 min., der havde premiere på DR Ramasjang den 1. januar 2012. Den handler om unge Rax der kommer til storbyen efter, han blev fundet som spæd.